# Lycodapus leptus
Lycodapus leptus är en fiskart som beskrevs av Peden och Anderson, 1981. Lycodapus leptus ingår i släktet Lycodapus och familjen tånglakefiskar. Inga underarter finns listade i Catalogue of Life.